# Women's Freedom League

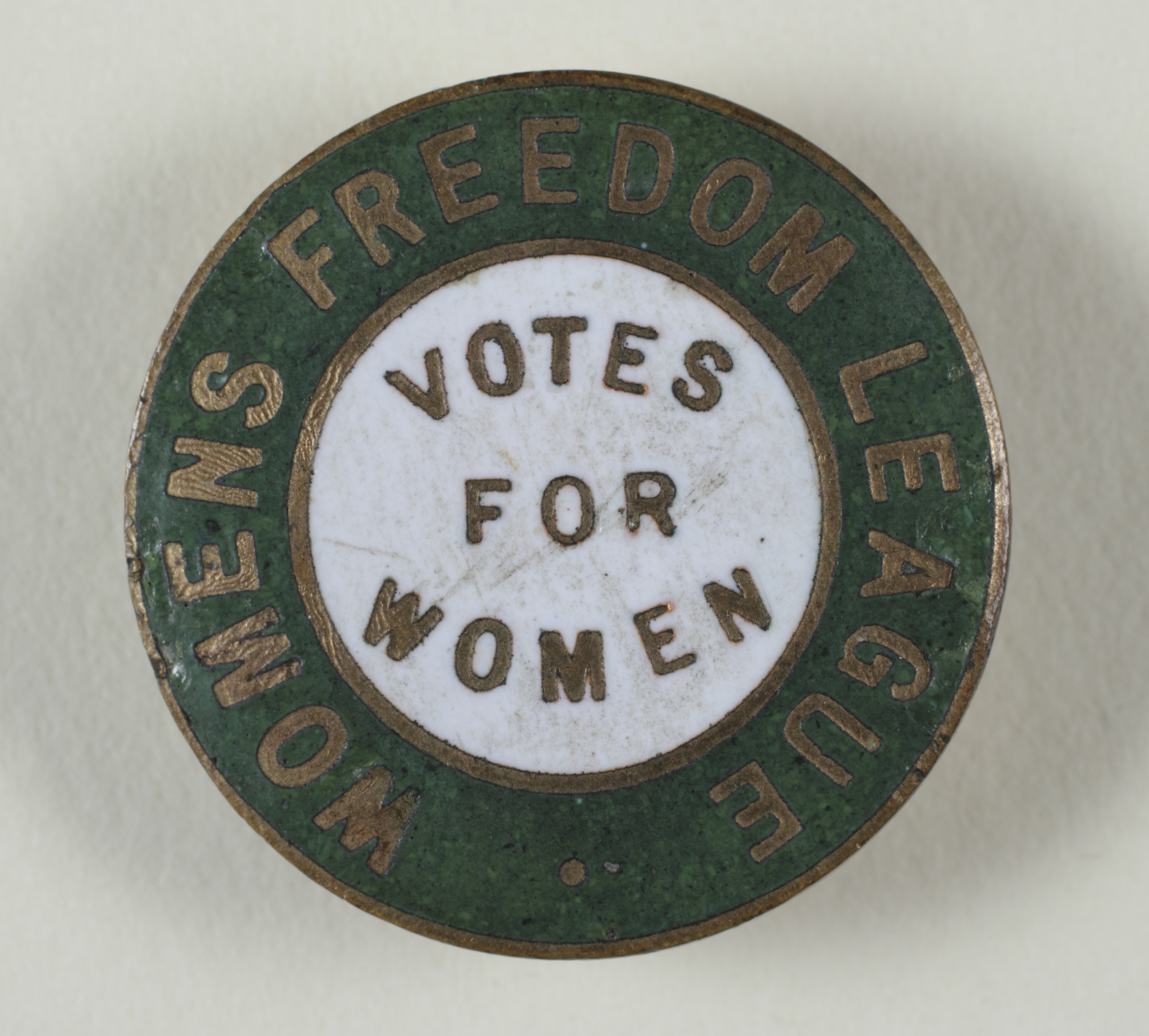

Women's Freedom League (WFL) var en brittisk kvinnoorganisation som var verksam 1907–1961.
Organisationen bildades 1907 genom utbrytning ur Women's Social and Political Union (WSPU). Utbrytarna, som leddes av främst Charlotte Despard, som blev ordförande, samt Edith How-Martyn och Teresa Billington-Greig, hade ett större engagemang för arbetarklasskvinnor än WSPU:s ledare Emmeline Pankhurst. WFL ogillade även Pankhursts autokratiska ledarstil  och önskade en mer demokratisk organisation. De fick med sig kanske 20% av WSPU:s medlemmar och kom att ut tidningen The Vote. 
Även WFL hade en militant taktik, men aktionerna var, till skillnad från WSPU:s, tydligt riktade mot regeringen och inte mot privat egendom. WFL propagerade även för bojkott av 1911 års folkräkning och bildade Women's Tax Resistance League. Även om organisationen officiellt var oberoende fanns starka band till Labourpartiet och 1910 godkändes en motion om att stödja Labourkandidater.
Under första världskriget var WFL den enda större rösträttsorganisation som fortsatte att verka, då man hävdade att kriget visade att det var nödvändigt att kvinnorna hade en röst i nationens råd. Organisation grundade Women's Suffrage National Aid Corps och, tillsammans med Sylvia Pankhurst, League of Rights for Soldiers' and  Sailors' Wives and Relations. 
Efter att kvinnlig rösträtt införts föll medlemsantalet kraftigt. Trots att WFL vidgade sitt program med krav på lika lön och möjligheter, bättre bostäder och barnomsorg och nationell minimilön tynade organisation alltmer bort och upplöstes efter att den sista ordföranden, Marian Reeves, avlidit 1961.